# Strada principale 10
La strada principale 10 è una delle strade principali della Svizzera.

## Percorso
La strada n. 10 è definita dai seguenti capisaldi d'itinerario: "(Pontarlier) - Les Verrières - Fleurier - Boveresse - Couvet - Neuchâtel - Kerers - Berna - Langnau - Wolhusen - Emmenbrücke - Lucerna".